# Scania-Vabis L75
Scania-Vabis L75/L76 — серия крупнотоннажных грузовых автомобилей, выпускавшихся шведским автопроизводителем Scania-Vabis в 1958—1968 годах.

## Scania-Vabis L75
Весной 1958 года компания Scania-Vabis представила новое поколение автомобилей с шестицилиндровыми двигателями внутреннего сгорания, более прочными шасси и новой кабиной, которую ставили на другие автомобили до 1980 года. Объём двигателя 10 литров. Также существуют модификации LS75 и LT75. С 1961 года автомобиль оснащался турбодизелем.

## Scania-Vabis L76
Данная модель производится с начала 1963 года под индексами L76/LS76/LT76. Объём двигателя 11 литров. Существует также модификация LB76 с компоновкой «Кабина над двигателем».

## Двигатели
| Модель    | Годы производства | Двигатель                 | Объём     | Мощность            | Тип                 |
| --------- | ----------------- | ------------------------- | --------- | ------------------- | ------------------- |
| L75       | 1958—1963         | Scania-Vabis D10: I6 ohv  | 10261 см3 | 165 л. с. (123 кВт) | Дизельный двигатель |
| L75 Super | 1961—1963         | Scania-Vabis DS10: I6 ohv | 10261 см3 | 205 л. с. (153 кВт) | Турбодизель         |
| L76       | 1963—1968         | Scania-Vabis D11: I6 ohv  | 11021 см3 | 190 л. с. (142 кВт) | Дизельный двигатель |
| L76 Super | 1963—1968         | Scania-Vabis DS11: I6 ohv | 11021 см3 | 260 л. с. (194 кВт) | Турбодизель         |

## Галерея
- Scania-Vabis LS75
- Scania-Vabis L76
- Scania-Vabis LBS76
- Scania-Vabis LB76